# تعطیلات تابستانی (فیلم ۱۹۴۸)
تعطیلات تابستانی (انگلیسی: Summer Holiday) یک فیلم موزیکال آمریکایی به کارگردانی روبن مامولیان است که در سال ۱۹۴۸ منتشر شد. این فیلم اقتباسی از نمایشنامه‌ای است به همین نام نوشته یوجین اونیل نمایش‌نامه‌نویس شهیر آمریکایی
از بازیگران آن می‌توان به میکی رونی، گلوریا دهیون، باد فاین و اگنس مورهد اشاره کرد.